# Lotten Ekman
Hilma Lovisa Charlotta (Lotten) Ekman, född 26 januari 1880 i Borgholm, död 9 oktober 1910 i Stockholm, var en svensk journalist. Vid sidan av Anna Sissak-Bardizbanian beskrivs hon som en av de första kvinnliga "stjärnreportrarna" i svensk press. Hon skrev under ett 40-tal olika signaturer, bland annat Nitouche.

## Biografi
Lotten Ekman föddes i Borgholm där hennes far Ernst Leonard Ekman var rektor. När hon var sju år dog fadern och modern Maria Christina Ekman, född Aschier, flyttade med barnen till Kalmar. Lotten Ekman hade då tre systrar och en bror. Den yngre systern dog i difteri och de äldre systrarna lämnade snart hemmet. Brodern Ernst Leonard Ekman var redan verksam som journalist och en son till honom var Ernst Leonard Ekman.
Mor och dotter flyttade vidare till Stockholm där Lotten Ekmans skolgång avslutades med några år på Åhlinska skolan. Lotten Ekman utmärkte sig redan i skolåldern genom att medverka i Iduns barntidning Kamraten. Efter ett kort försök att arbeta som guvernant hösten 1897 fann Lotten Ekman sommaren därpå det som skulle komma att bli hennes yrke.
Lotten Ekman anställdes vid 18 års ålder på Svenska Dagbladet 1898. Liksom de flesta kvinnliga journalister hade hon anställts som översättare på utrikesredaktionen. Hon vikarierade en sommar som utrikeschef, och då ordinarie utrikeschefen C.G. Wrangel lämnade sin tjänst rekommenderade han henne som fullt kapabel att bli hans efterträdare. Hon tog dock aldrig tjänsten, eftersom hon vid den tiden hade inlett en framgångsrik karriär som populär kåsör och reporter. Hon var en av Sveriges första kvinnliga reportrar: hon gick på utställningar, kapplöpningar, gjorde socialreportage och recenserade teater, musik och så småningom film. Hon skrev under 40 olika signaturer och var både igenkänd och uppskattad av läsekretsen och en känd profil i svensk press; särskilt uppskattad var hennes metod att stimulera tidningsdebatter genom fingerade insändare där hon själv förekom i olika låtsade roller i allt från kärleksranka män till konservativa kapitaliser förfärade över samhällsutvecklingen. Hennes psykologiska inlevelse sades ha tillfört journalistiken något nytt. 
Under denna tid rådde mycket stor omsättning på journalister som sällan fick fast anställning, och det är ett prov på hennes framgång att hon hade en fast anställning på först Svenska Dagbladet 1898–1907 och därefter på Stockholms Dagblad 1907–1910. Hon bytte tidning samtidigt som sin chef Carl Gustaf Tengwall, som hon sades ha "följt" till Stockholms Dagblad. År 1903 översatte hon på sin lediga tid en roman, som så många andra kvinnliga journalister. Hon blev medlem i Svenska Journalistförbundet 1906. Tillsammans med bland andra Elin Wägner satt Lotten Ekman också i styrelsen för det nybildade, om än kortvariga, Kvinnliga konstnärslaget 1909.
När hon dog i oktober 1910 hade hon opererats för cancer i ett ben och valde därefter att vårdas och dö i hemmet som hon delade med modern. Hon var vid tiden för sin död förlovad med apotekaren Carl Anders Ehrenfried Nyman från Östersund. I hennes minnesartikel skrev hennes chef Carl Gustaf Tengwall att hon vid sin bortgång var Stockholms skickligaste kvinnliga journalist som haft: 
"alla en förstklassig reporters egenskaper: snabb uppfattning, gott omdöme, rask, målande, ofta kvick penna samt i brömvärdaste grad den ärelystnad, som gör att man anstränger sig till det yttersta för att om möjligt vara störst och bäst. Hon hörde till de utvalda."
Lotten Ekman är begravd på Borgholms kyrkogård på Öland.